# کارگاه سفالگری برآباد
کارگاه سفالگری برآباد مربوط به دوره قاجار است و در شهرستان سبزوار، بخش روداب، دهستان فروغن، ۱۰۰ متری شرق روستای برآباد واقع شده و این اثر در تاریخ ۱۸ اسفند ۱۳۸۷ با شمارهٔ ثبت ۲۴۹۷۶ به‌عنوان یکی از آثار ملی ایران به ثبت رسیده است.